# Herzogenaurach
Herzogenaurach és una ciutat al districte d'Erlangen-Höchstadt, a Baviera, Alemanya. És probablement més coneguda per ser la llar de les companyies fabricants de material esportiu Adidas i Puma.

## Geografia
Herzogenaurach està situada en l'àrea de Francònia Mitjana de Bavaria, aproximadament a 23 km al nord-oest de Nuremberg. La ciutat està situada al riu Aurach, un afluent del riu Regnitz.

## Història
Pel capbaix, la ciutat té 1000 anys d'antiguitat; Herzogenaurach va ser esmentada per primer cop en un document durant l'any 1002, amb el nom d'Uraha quan Enric II del Sacre Imperi Romanogermànic concedí la ciutat al bisbat de Bamberg.

## Economia
Herzogenaurach és el lloc de naixement de dos gegants del material esportiu: Adidas i Puma, fundats pels dos germans Adolf Dassler i Rudolf Dassler, després d'una aferrissada divisió de la família el 1948. Les seus de les dues companyies encara estan situades a la ciutat, a banda i banda del riu Aurach, i la fidelitat a la marca es troba també fortament dividida.  Arxivat 2008-10-22 a Wayback Machine.
També les seus de Schaeffler Gruppe estan situades a Herzogenaurach.

## Esports
La Selecció de futbol de l'Argentina residí a Herzogenaurach durant la copa del Món de Futbol de 2006.

## Base de Herzo

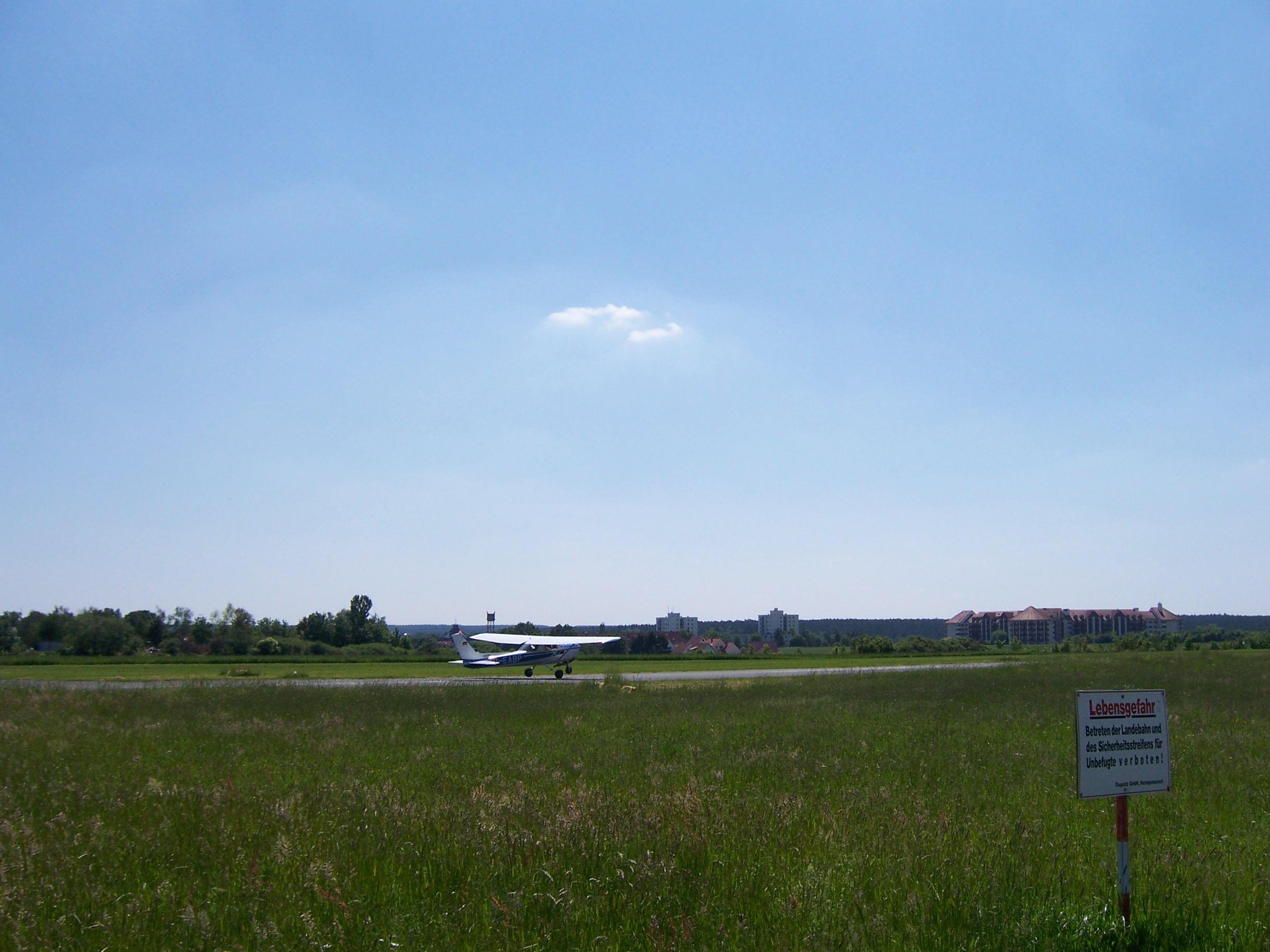
Aeroport de Herzogenaurach

Herzogenaurach va ser la localització d'un aeròdrom militar que començà a funcionar durant els anys 1930. L'aeròdrom va ser dissenyat originalment com a aeròdrom per un arquitecte francès i va ser construït pel Deutsche Luftwaffe (Força Aèria), i batejat amb el nom de Deutsche Fliegerschule (Escola del pilot alemany). Inicialment, el lloc va veure limitat el seu ús a centre d'entrenament de les joventuts hitlerianes, a causa de limitacions imposades pel Tractat de Versalles després de la Primera Guerra Mundial.
Tanmateix, els pilots de caça aviat es començaven a entrenar amb roba civil. El març de 1936, la Luftwaffe prenia el control oficial. L'aeròdrom va ser utilitzat principalment com a punt de reabastiment de combustible, perquè els avions proporcionessin cobertura aèria a les tropes durant la invasió d'Àustria i Txecoslovàquia. El 9 de novembre de cada any, els avions s'enlairaven des de l'aeròdrom per volar sobre la posada en escena de les reunions del partit que tenien lloc a Zeppelinwiese (El camp del soldat) a Nuremberg.
Al març de 1945, l'últim esquadró de reconeixement es va retirar de Herzogenaurach, a causa del ràpid avanç de les tropes de terra nord-americanes, i la 104a ala de combat ho va fer l'abril de 1945. La Wehrmacht havia preparat la demolició de l'edifici, però no es va realitzar. Com que les unitats nord-americanes van ocupar Herzogenaurach el 16 d'abril, només un hangar i dues barraques de fusta de la base aèria van ser destruïts.
Les tropes aliades havien renunciat al bombardeig de la base aèria; la seva ubicació i detalls eren coneguts per la Royal Air Force. Es creu que l'ús va ser proporcionat pels aliats. L'exèrcit dels EUA es va fer càrrec del lloc el 1945 i el van ocupar com a base militar per a l'artilleria. En els anys 1990/91, les tropes nord-americanes estacionades a Herzogenaurach, Alemanya, van ser assignades a una missió de guerra. Però en el marc d'un pla de tancament d'instal·lacions militars, la base, els soldats dels Estats Units van abandonar progressivament la base, fins que el 4 d'agost de 1992 aquesta va ser retornada oficialment al govern alemany.
references

## Persones notables
Gent notable nascuda a Herzogenaurach o residents que han influït en la història de la ciutat:
- Furqan Malik, Cricketer
- Veit Ludwig Von Seckendorff (1626-1692), estadista i investigador
- Rudolf Dassler (1898–1974), fundador de Puma
- Adolf Dassler (1900-1978), fundador d'Adidas
- Maria-Elisabeth Schaeffler (* 1941), empresària i copropietària de Schaeffler KG, ciutadana honorària de la ciutat d'Herzogenaurach
- Lothar Matthäus (* 1961), futbolista. Capità de la Selecció de futbol d'Alemanya que guanyà la Copa del Món de Futbol de 1990

## Ciutats agermanades
Herzongenaurach està agermanada amb les següents ciutats:
- Wolfsberg, (Àustria), des de 1968
- Kaya, Burkina Faso, des de 1972
- Nova Gradiška, (Croàcia), des de 1980
- Sainte-Luce-sur-Loire, França, des de 1988